# 巴登的亞歷山德琳
巴登的亞歷山德琳（德語：Alexandrine von Baden，1820年12月6日—1904年12月20日），薩克森-科堡-哥達公爵夫人，巴登大公利奧波德的女兒。
1842年，亞歷山德琳與薩克森-科堡-哥達公爵恩斯特一世的長子恩斯特結婚，兩人沒有子女。